# 쓰게촌
쓰게촌(都祁村)은 나라현 북동부에 존재했던 촌이다.  2005년 4월 1일에 소에카미군 쓰키가세촌과 함께 나라시에 편입되어 소멸하였다.

## 지리
나라 현의 북동부, 가사키 산지(야마토 고원)에 위치한다. 기후는 분지부보다 비교적 냉량·한랭하여 여름철은 지내기 쉽고, 겨울철은 엄한을 극한다. 마을 내를 메이한 국도가 횡단하고 있어 교통이 편리한 곳이다

## 역사
- 1955년 1월 1일 - 쓰게노촌, 하리가벳쇼이 합병해 성립하였다.
- 2005년 4월 1일 - 나라시에 편입되었다. 동일 쓰게촌은 폐지되었다.

## 교통

### 도로
- 국도 제25호선
- 국도 제369호선 (일본)(일본어판)